# Два Хвоста (мультфильм)
«Два Хвоста» — российский полнометражный анимационный фильм режиссёров Виктора Азеева и Натальи Ниловой, созданный ООО «Лицензионные бренды» при государственной финансовой поддержке «Фонда Кино».

## Сюжет
В одной из галактик гибнет планета. Жители этой планеты отправили поисковую группу космических пилотов для поиска древнего источника энергии, который может спасти их цивилизацию. Точное местонахождение источника неизвестно, но есть данные, что он находится на одной из планет Солнечной системы. Поисковая группа инопланетян прилетает в Солнечную систему, где их встречают злобные «скретчеры» — космические пираты. Они преследуют пилотов, и на орбите Земли выстрелом повреждают их летающую тарелку, после чего поисковая группа терпит аварию на планете Земля.
На планете Земля на острове живёт бобёр Боб, который приютил у себя бездомного кота Макса. Кот одержим желанием прославиться и стать знаменитым. Боб и Макс случайно находят космический источник энергии, но не знают о его назначении. Инопланетный космический источник энергии также ищут уфологи Вик и Ник. На этот остров падает летающая тарелка поисковой группы инопланетян, и они просят помощи у кота и бобра. За инопланетянами из поисковой группы на Землю прилетают «скретчеры» и захватывают их в плен, а также мальчика Васю, уфологов, кота, бобра и других животных для продажи в рабство. Кот сбегает из плена, падает с инопланетного корабля на поверхность Земли и решает освободить своих друзей. Он догадывается о возможностях космического источника энергии и с его помощью вступает в бой со «скретчерами». С помощью пойманных животных кот одерживает победу и освобождает всех пленников. Поисковая группа инопланетян с найденным источником космической энергии и пленными «скретчерами» возвращаются на свою планету.

## Персонажи
- Бобёр Боб — серьёзный, умный и решительный бобёр. Он быстро принимает решения в сложных ситуациях, что помогает ему выбраться из любых проблем, созданных котом Максом.
- Кот Макс — молодой, позитивный и полный жизни авантюрист. Лучший друг кота бобёр Боб постоянно помогает Максу преодолевать все опасности. Кот мечтает о славе и думает, что все так и делают.
- Зака, Зик и Зук — молодые, заносчивые, требовательные и очень болтливые инопланетяне. Они любят спорить между собой, не уступая друг другу. Их космический корабль потерпел крушение на Земле.
- Скретчеры — злые, бессовестные и мстительные. Они охотятся за редкими животными в Космическом зоопарке на Планете развлечений. Они сбивают космический корабль Заки, Зука и Зика и прилетают на Землю, чтобы схватить крохотных инопланетян и животных с Земли.
- Вася — любознательный мальчишка, от лица которого рассказывается вся эта история. Он приехал на каникулы к дедушке и невольно участвует в приключениях главных героев.
- Ворона — недобрая птица, которая любит смеяться над несчастьями других, но при этом сама постоянно попадает в неприятности.
- Вик и Ник — глупые и жадные уфологи. Мечтают найти и поймать инопланетян, чтобы разбогатеть.

| Актёр             | Роль                                          |
| ----------------- | --------------------------------------------- |
| Сергей Бурунов    | Макс                                          |
| Диомид Виноградов | Боб, медведь, животные, уфолог Вик, Скрэтчеры |
| Лина Иванова      | Вася                                          |
| Даниил Щебланов   | уфолог Ник                                    |
| Ирина Киреева     | Зака, Зик, Зук, ведущая                       |

## Музыка
В фильме прозвучали музыкальные произведения:
- «Вдоль по Питерской», русская народная песня
- «Калинка-малинка», автор песни Иван Петрович Ларионов
- «Самый лучший день», музыка и слова Льва Шапиро
- «Валенки», музыка и слова народные
- «Метеорит», автор песни Шустарёв Константин
- «Сборы кота», автор песни Шустарёв Константин
- «Они ещё вернутся», автор песни Шустарёв Константин
- «Jingle Bells», автор песни Джеймс Лорд Пьерпонт
- «’O sole mio», музыка Эдуардо ди Капуа, слова Джованни Капурро
- «Полёт Валькирий», музыка Рихарда Вагнера
- «Голубой Дунай», музыка Иоганна Штрауса
- «Венский вальс», музыка Иоганна Штрауса
- «Марш Мендельсона», музыка Феликса Мендельсона
- «Токката и фуга ре-минор» (Toccata et Fugue en ré mineur), музыка Иоганна Себастьяна Баха

## Создание
Фильм создан ООО «Лицензионные бренды» при государственной финансовой поддержке «Фонда Кино». Создание фильма было начато в июне 2015 года, а в международный прокат проект вышел в мае 2018. Для фильма было разработано 23 персонажа, около 350 объектов и 15 локаций.

## Показ
Торжественный премьерный показ фильма состоялся 29 мая 2018 года, в широкий прокат в России фильм вышел 31 мая 2018. На Каннском кинорынке 2017 года копии фильма были проданы более чем в пятьдесят стран мира.
В первые выходные фильм собрал 44,6 млн рублей, войдя в пятёрку лучших фильмов российского проката в премьерный уикенд. Всего за время проката в России фильм собрал более 100 млн рублей, а также стал кассовым хитом в Польше и странах Латинской Америки.

## Отзывы
Фильм в целом получил положительные отзывы как от зрителей, так и от критиков.

Взрослым и подросткам «Два хвоста» наверняка покажутся примитивными и не захватывающими, но самых маленьких зрителей картина способна развлечь.— Борис Иванов, Фильм.ру

В «Двух хвостах» есть немало примечательных элементов, которые, если начать их перечислять, создают впечатление о мульте как о довольно неплохой картине.— Вероника Скурихина, Киноафиша.info

Для своей целевой аудитории фильм совсем не плох. Герои симпатичные, обладают выраженными характерами и нарисованы приятными глазу красками. Они забавно взаимодействуют друг с другом, попадают во множество приключений и смешных ситуаций, одним словом, заскучать не дадут.— Борис Гришин, Afisha.mail.ru